# Туриловка
Тури́ловка — слобода в Миллеровском районе Ростовской области. Входит в состав Туриловского сельского поселения.

## География
В Туриловке имеются две улицы: Заречная и Садовая.

## История
Территория слободы Туриловки была отделена от окружной станицы расстоянием в 80 верст. 26 июня 1790 года капитан Василий Тюрин получил разрешение от Войскового гражданского правительства обосноваться реке Полной и обустроить там свой хутор. Выбранная им территория была территорией урочища, там размещался форпост. По данным клировых ведомостей, датированных 1806 годом, расстояние в 10 верст отделяло слободу Полнинскую от расположенного в этой местности хутора казака Турилина. На этом хуторе насчитывалось 8 дворов, мужского и женского населения было поровну – по 33 человека. По состоянию на 1819-1822 год в посёлке Тюрин насчитывалось 14 дворов, проживали 41 мужчина и 43 женщины. Если рассматривать карты земли Войска Донского, датируемые 1823 годом, становится понятно, что хутор Турлин располагался на правом берегу от реки Полной. Поселок Турлин часто называли другими названиями: Тюрин-Полнинский и Полнинский-Ребриков, и это можно было встретить даже в официальных документах. 
По административно-территориальному делению конца XIX — начала XX века Туриловка относилась к Мальчевско-Полненской волости Донецкого округа Области Войска Донского.
В 1873 году в посёлке Турилове было 54 двора и 4 «отдельных хаты». Население составляло 375 человек (203 мужчины и 172 женщины). В хуторских хозяйствах насчитывалось 82 лошади, 72 пары волов, 199 голов прочего рогатого скота, 301 овца.
В 1912 году в Туриловке открылась православная церковь.
Численность жителей Туриловки составляет 106 человек. Хотя сельское поселение, в состав которого входит Туриловка, носит название Туриловского, административным центром является хутор Венделеевка.

## Население
| 2010 |
| ---- |
| 122  |

### Известные люди
- Здесь родилась Тихомирова, Любовь Андреевна — Герой Социалистического Труда.